# Arthoniomycetes
Die Arthoniomycetes sind eine Klasse der Schlauchpilze. Sie sind oft Flechtenbildner oder leben als Saprobionten auf Pflanzen. Manche leben auch parasitisch. Die meist krustenartigen Flechten bilden sie mit Grünalgen.

## Merkmale
Sie bilden normalerweise Apothecien. Manchmal sind diese auch geschlossen und haben dann eine längliche, porenförmige Öffnung. Die Peridie ist dick- oder dünnwandig. Das Zwischen-Asci-Gewebe (Hamathecium) besteht aus verzweigten Paraphysen in einer gelartigen Matrix. Die Schläuche sind dickwandig und färben sich mit Iod bläulich. Die Ascosporen sind septiert oder unseptiert, manchmal braun. Als Nebenfruchtform bilden sie Pyknidien. Der Algenpartner ist in den meisten Fällen ein Vertreter der Trentepohliaceae, nur in der Familie der Chrysotrichaceae und sehr wenigen Vertreter von Arthonia gibt es auch Photobionten der Chlorococcales.
Vertreter der Ordnung Lichenostigmatales sind sehr verschieden im Vergleich zu der weitaus größeren Ordnung der Arthoniales. Sie bilden rundliche, dunkel gefärbte Zellen, wachsen hefeartig durch Sprossung. Nur die Schläuche, die Ascosporen und die konidiogenen Zellen sind nicht gerundet. Die Sporen sind septiert. Myzelwachstum wurde nur sehr selten beobachtet.

## Lebensweise und Verbreitung
Arthoniales sind vor allem Flechtenbildner. Es gibt aber auch saprobe und parasitisch lebende Arten. Sie sind weltweit verbreitet von arktischen Regionen bis in die Tropen, von feuchten Wäldern bis zu ariden Ökosystemen. Lichenostigmatales wachsen auf anderen Flechten (lichenicol) oder auf Fels.

## Systematik
Zur Klasse der Arthoniomycetes gehörte lange nur die Ordnung Arthoniales mit vier zum Teil sehr gattungsreichen Familien sowie einige Gattungen unsicherer Zuordnung:
- Arthoniaceae mit 11 Gattungen
- Chrysothrichaceae mit 2 Gattungen
- Melaspileaceae mit 2 Gattungen
- Roccellaceae mit 47 Gattungen
- Arthoniales incertae sedis
  - Arthophacopsis
  - Catarraphia
  - Hormosphaeria
  - Llimonaea
  - Nipholepis
  - Perigrapha
  - Pulvinodecton
  - Sipmania
  - Synarthonia
  - Tania
  - Tarbertia
  - Trichophyma
  - Tylophorella
  - Wegea

2014 wurde dann die Ordnung der Lichenostigmatales beschrieben und als Schwesterordnung der Arthoniales erkannt, sodass die Klasse der Arthoniomycetes nicht mehr monotypisch ist. Die Melaspilaceae werden inzwischen in eine eigene Ordnung, die Eremithallales gestellt. Zurzeit (Stand Oktober 2018) zählen nur folgende Ordnungen und Familien zur Klasse:
- Arthoniales
  - Andreiomycetaceae mit der einzigen Gattung Andreiomyces
  - Arthoniaceae: artenreiche Familie mit 21 Gattungen (u. a. Gattung Arthonia)
  - Chrysotrichaceae: mit zwei Gattungen
  - Lecanographaceae: mit sieben Gattungen
  - Opegraphaceae: mit 15 Gattungen
  - Roccellaceae: mit 40 Gattungen
  - Roccellographaceae: mit drei Gattungen
  - Arthoniales incertae sedis
    - Angiactis
    - Arthophacopsis
    - Bactrospora
    - Bryostigma
    - Catarraphia
    - Felipes
    - Glyphopsis
    - Gossypiothallon
    - Helminthocarpon
    - Hormosphaeria
    - Minksia
    - Nipholepis
    - Perigrapha
    - Phoebus
    - Sporostigma
    - Synarthonia
    - Synarthothelium
    - Tarbertia
    - Tremotylium
    - Trichophyma
    - Tylophorella
    - Wegea
- Lichenostigmatales mit der einzigen Familie:
  - Phaeococcomycetaceae mit drei Gattungen:
    - Etayoa
    - Lichenostigma
    - Phaeococcomyces